# 館陶県
館陶県（かんとう-けん）は中華人民共和国河北省邯鄲市に位置する県。

## 歴史
春秋時代には冠氏邑と称されていた。2年（元始2年）、前漢により館陶県が設置される。唐代の大暦年間に一時永済県と改称されたが、まもなく館陶県に戻され現在に至る。

## 行政区画
- 街道:陶山街道
- 鎮:館陶鎮、房寨鎮、柴堡鎮、魏僧寨鎮
- 郷:寿山寺郷、王橋郷、南徐村郷、路橋郷